# Симфонія № 3 (Шостакович)
Симфо́нія № 3 мі-бемоль мажор, тв. 20, «Перше травня» (рос. «Первое мая») — симфонія Дмитра Дмитровича Шостаковича, вперше виконана 6 листопада 1931 року в Ленінграді. Включає чотири частину загальною тривалістю — 25—30 хвилин:
1. Allegretto — Allegro
2. Andante
3. Largo
4. Moderato

Остання частина включає хор, що співає на слова Семена Кірсанова «В первое мая» («В перше травня»)
Автор характеризував симфонію так: «Першотравнева симфонія» складалася влітку 1929 року. Симфонія є частиною циклу симфонічних творів, присвячених революційному Червоному календарю. Першою частиною задуманого циклу є симфонічна посвята «Жовтню», другою частиною є «Першотравнева симфонія». Як «Жовтню», так і «Першотравнева симфонія» не є творами чисто програмного типу. Автор хотів передати загальний характер цих свят. Якщо посвячення «Жовтню» відображало революційну боротьбу, то «Першотравнева симфонія» відображає наше мирне будівництво. Це, однак, не означає, що в «Першотравневій симфонії» музика суцільно апофеозного, святкового характеру. Мирне будівництво — це надзвичайно напружена боротьба, з такими ж боями і перемогами, як і громадянська війна. Такими міркуваннями керувався автор при написанні «Першотравневої симфонії». Симфонія написана в одній частині. Починається зі світлого, героїчного мотиву на кларнеті, що переходить в енергійну головну партію.
Після великого наростання, що вливається в марш, починається середня частина симфонії — ліричний епізод. За ліричним епізодом без перерви слід скерцо, що переходить знову в марш, тільки більш жвавий, ніж на початку. Закінчується епізод грандіозним речитативом всього оркестру в унісон. Після речитативу починається фінал, який складається з вступу (речитатив тромбонів) і заключного хору на вірші С. Кірсанова
Б. Асаф'єв угледів у симфонії «чи не одиничну спробу народження симфонізму з динаміки революційного ораторства, ораторської атмосфери, ораторських інтонацій»

## Записи
| Хор                                        | Оркестр                                           | Диригент             | Звукозаписна компанія | Рік запису                      | Формат |
| ------------------------------------------ | ------------------------------------------------- | -------------------- | --------------------- | ------------------------------- | ------ |
| Російський хор РРФСР                       | Московський філармонічний оркестр                 | Кирило Кондрашин     | Мелодія               | 1965–1975 (для повних симфоній) | CD     |
| Лондонський хор філармонії                 | Лондонський філармонічний оркестр                 | Бернард Хайтінк      | Записи Decca          | 1981                            | CD     |
| Хор імені Баха                             | Королівський філармонічний оркестр                | Володимир Ашкеназі   | Записи Decca          | 1992                            | CD     |
| Лондонські голоси                          | Лондонський симфонічний оркестр                   | Мстислав Ростропович | Teldec                | 1993 рік                        | CD     |
| Хор Баварського радіо                      | Баварський радіосимфонічний оркестр               | Маріс Янсонс         | Класика EMI           | 2005                            | CD     |
| Хор Празької філармонії                    | Празький симфонічний оркестр                      | Максим Шостакович    | Супрафон              | 2006                            | CD     |
| Королівський хор Ліверпульської філармонії | Королівський Ліверпульський філармонічний оркестр | Василь Петренко      | Наксос Рекорди        | 2010                            | CD     |